# Journal of Physical and Chemical Reference Data
Journal of Physical and Chemical Reference Data (abrégé en J. Phys. Chem. Ref. Data) est une revue scientifique trimestrielle à comité de lecture qui publie des articles sur tous les domaines de la chimie physique.
D'après le Journal Citation Reports, le facteur d'impact de ce journal était de 2,811 en 2014. Actuellement[Quand ?], les directeurs de publication sont Donald R. Burgess, Allan H. Harvey et Robert L. Watters.